# Николай Пенков
Николай Пенков (роден на 17 декември 1947 г.) е бивш български футболист, защитник. По време на почти цялата си състезателна кариера играе за Ботев (Враца). Рекордьор по мачове за клуба в А група.

## Биография
Пенков започва кариерата си в Септемврийска слава (Монтана), където играе няколко сезона в Б група. През 1969 г. е привлечен в състава на регионалния съперник Ботев (Враца) и остава в отбора до 1981 г. Дебютира в А група през август 1969 г. в мач срещу Черноморец (Бургас).
Изиграва рекордните за клуба 334 мача в елитното първенство, в които бележи 14 гола. С Ботев става бронзов медалист през 1970/71, като е избран сред 22-мата най-добри играчи в първенството за сезона. През есента на 1971 г. играе в двата мача срещу Динамо (Загреб) в турнира за Купата на УЕФА.
Пенков има на сметката си и 2 мача за националния отбор. През април 1971 г. е включен в състава на България от селекционера Васил Спасов и играе в контроли с Гърция и СССР.

## Успехи
Ботев (Враца)
- А група:
  -  Бронзов медалист: 1970/71